# Zagórzyca
Zagórzyca (deutsch Sageritz; kaschubisch Zôgòrzëca, slowinzisch Zågʉ̀ɵ̯řäcä) ist ein Dorf in der polnischen Woiwodschaft Pommern und gehört zur Landgemeinde Damnica (Hebrondamnitz) im Powiat Słupski (Stolper Kreis).

## Geographische Lage
Das Kirchdorf liegt in Hinterpommern, etwa 13 Kilometer östlich der Stadt Stolp am Rande eines eiszeitlichen Talzuges, der vom Karstnitz-Bach durchflossen wird. Das Flüsschen trennt das Dorf und seine Ackerflächen im Westen von der Ortschaft Zagórzyczki (Sageritzheide) im Osten.

## Geschichte

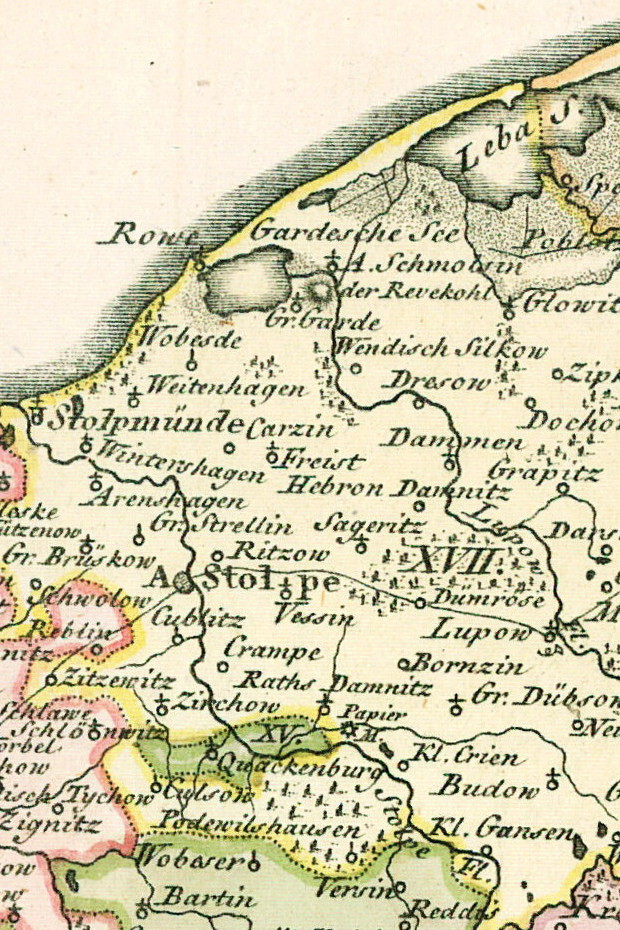
Sageritz, Kirchdorf, östlich der Stadt Stolp (früher Stolpe geschrieben) und südöstlich von Stolpmünde, zwischen den Flüssen Stolpe und Lupow, auf einer Landkarte von 1794.

In einer Urkunde von 1485 kommt Sageritz als Zaghertce vor, was ‚jenseits des Berges‘ bedeutet. Seiner historischen Dorfform nach war der Ort ein kleines Gassendorf. Östlich des heutigen Dorfes befand sich in alter Zeit ein Burgwall, wie er sich häufiger im Stolper Land findet. Von der Entstehung der Burg ist nichts bekannt, doch blockierte sie bereits die Straße von Stolp  in das Ordensgebiet Lauenburg (Pommern). Im Jahre 1401 verkauften Jarislaw, Lorenz und Bogislaus Kutzeke das Dorf Zu der Sawerze dem Herzog Bogislaw VII., nachdem die Burg bereits auf Veranlassung des Ordens geschleift war. Ein Plan zum Wiederaufbau unter Herzog Bogislaw VIII. wurde wieder aufgegeben.
Im Jahre 1556 gab Herzog Barnim IX. Sageritz an Bartholomäus Schwawe in Damnitz zum Lehen, das er gegen Ende des 16. Jahrhunderts wieder einzog.
Um 1782 hatte Sageritz ein Vorwerk, einen Prediger, einen Küster, sieben Bauern, zwei Kossäten, ein Predigerwitwenhaus und einen Predigercolonus bei insgesamt siebzehn Haushaltungen. Nahe Sageritz fand am 18. März 1807 ein Gefecht statt, in dem Schillsche Reiter über Polen im Dienst Napoleons siegten.
Im Jahre 1910 lebten in Sageritz 665 Einwohner. Im Jahr 1925 standen in Sageritz 96 Wohngebäude, und es wurden 560 Einwohner gezählt, die auf 131 Haushaltungen verteilt waren. Die Einwohnerzahl betrug 1933 noch 557 und sank bis 1939 auf 499 in 140 Haushaltungen. Der Ort war zuletzt ein großes Bauerndorf, mit 70 landwirtschaftlichen Betrieben im Jahre 1939.
Anfang der 1930er Jahre hatte die Landgemeinde Sageritz eine Flächengröße von 7,3 km². Innerhalb der Gemeindegrenzen standen insgesamt 96 bewohnte Wohnhäuser an drei verschiedenen Wohnstätten:
1. Heringshof
2. Sageritz
3. Sageritzhaide.

Vor 1945 gehörte Sageritz zum Landkreis Stolp im Regierungsbezirk Köslin der Provinz Pommern des Deutschen Reichs. Die Gemeinde Sageritz gehörte zum Amts- und Standesamtsbezirk Mahnwitz, zum Gendarmeriebezirk Hebrondamnitz und zum Amtsgerichtsbereich Stolp. Bürgermeister und Gemeindevorsteher war bis Juni 1944 Reinhold Wenzlaff. Dieses Amt übernahm danach sein Stellvertreter Schuhmachermeister August Sopke.
Gegen Ende des Zweiten Weltkriegs wurde Sageritz am 8. März 1945 von einer Panzertruppe der Roten Armee besetzt. Mehrere Einschläge richteten Schaden an Gebäuden an und töteten zwei Flüchtlinge. Zu diesem Zeitpunkt befanden sich Flüchtlingstrecks aus Ost- und Westpreußen im Dorf. Es kam zu zahlreichen Übergriffen der sowjetischen Soldaten gegenüber den Zivilisten, einige Dorfbewohner wurden verschleppt. Nach Beendigung der Kampfhandlungen wurde die Region  zusammen mit ganz Hinterpommern seitens der sowjetischen Besatzungsmacht der Volksrepublik Polen zur Verwaltung überlassen. Sageritz wurde nun unter dem polonisierten Ortsnamen ‚Zagórzyca‘ verwaltet. Die einheimischen Dorfbewohner wurden in der folgenden Zeit von der polnischen Administration aus Sageritz vertrieben.
Später wurden in der BRD 200 und in der DDR 134 aus Sageritz vertriebene Dorfbewohner ermittelt.
Heute ist das Dorf ein Ortsteil der Gmina Damnica im Powiat Słupski in der Woiwodschaft Pommern (1975 bis 1998 Woiwodschaft Słupsk). Hier sind jetzt nahezu dreihundert Einwohner registriert.

### Demographie
| Jahr | Einwohner | Anmerkungen                              |
| ---- | --------- | ---------------------------------------- |
| 1818 | 169       | [ 7 ]                                    |
| 1852 | 666       | [ 8 ]                                    |
| 1867 | 720       | in 139 Haushaltungen und 74 Wohngebäuden |
| 1871 | 702       | alle evangelisch                         |
| 1905 | 631       | [ 10 ]                                   |
| 1925 | 560       | 559 evangelisch, 1 katholisch            |
| 1933 | 557       | [ 11 ]                                   |
| 1939 | 499       | [ 11 ]                                   |

## Kirche

### Pfarrkirche

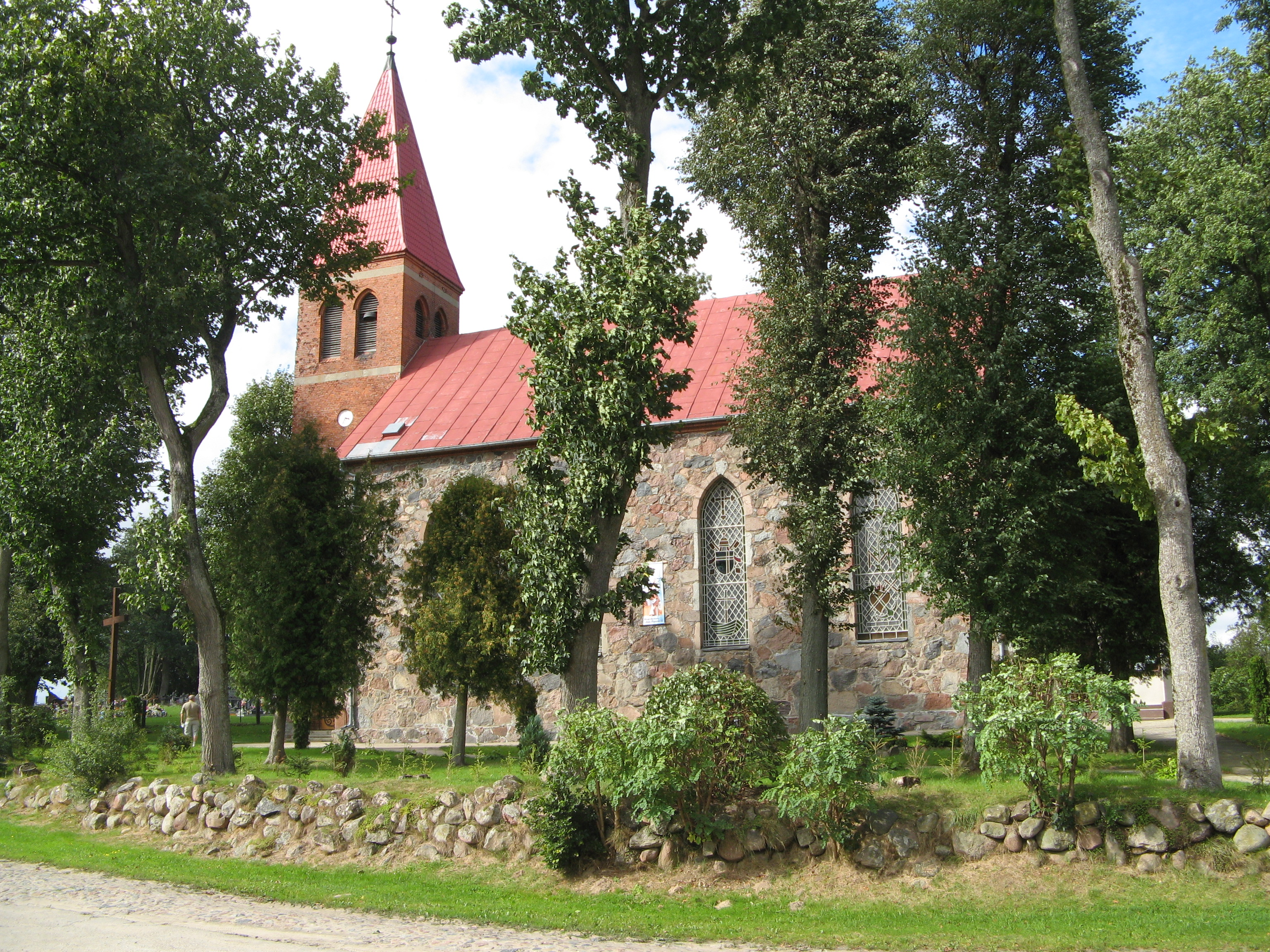
Dorfkirche, bis 1946 Gotteshaus der evangelischen Gemeinde Sageritz

In einer Urkunde aus dem Jahre 1492 wurde bereits eine Kirche in Sageritz („ecclesia ville Sagertze“) genannt; Patronin der Kirche war die Herzogin Sophie von Pommern. Das jetzige Gotteshaus entstand 1844, ein Findlingsmauerwerk mit hohen Spitzbogenfenstern und seit 1903 mit einem schlanken Vierkantturm. Die Kirche beherbergte vor 1945 zahlreiche wertvolle Ausstattungsgegenstände. Von den drei am Ende des 19. Jahrhunderts vorhandenen Glocken hatten zwei keine Aufschrift, und auf einer befand sich die Aufschrift: ‚CHRISTIAN TIM ANNO 1661‘.
Das zuvor evangelische Gotteshaus wurde 1945 von der polnischen Administration zugunsten der Römisch-katholischen Kirche in Polen zwangsenteignet und vom polnischen katholischen Klerus ‚neu geweiht‘.
Ein Gedenkstein bei der Kirche erinnert an die Verstorbenen des Ortes, die von 1484 bis 1948 auf dem Friedhof bei der Kirche beerdigt wurden.

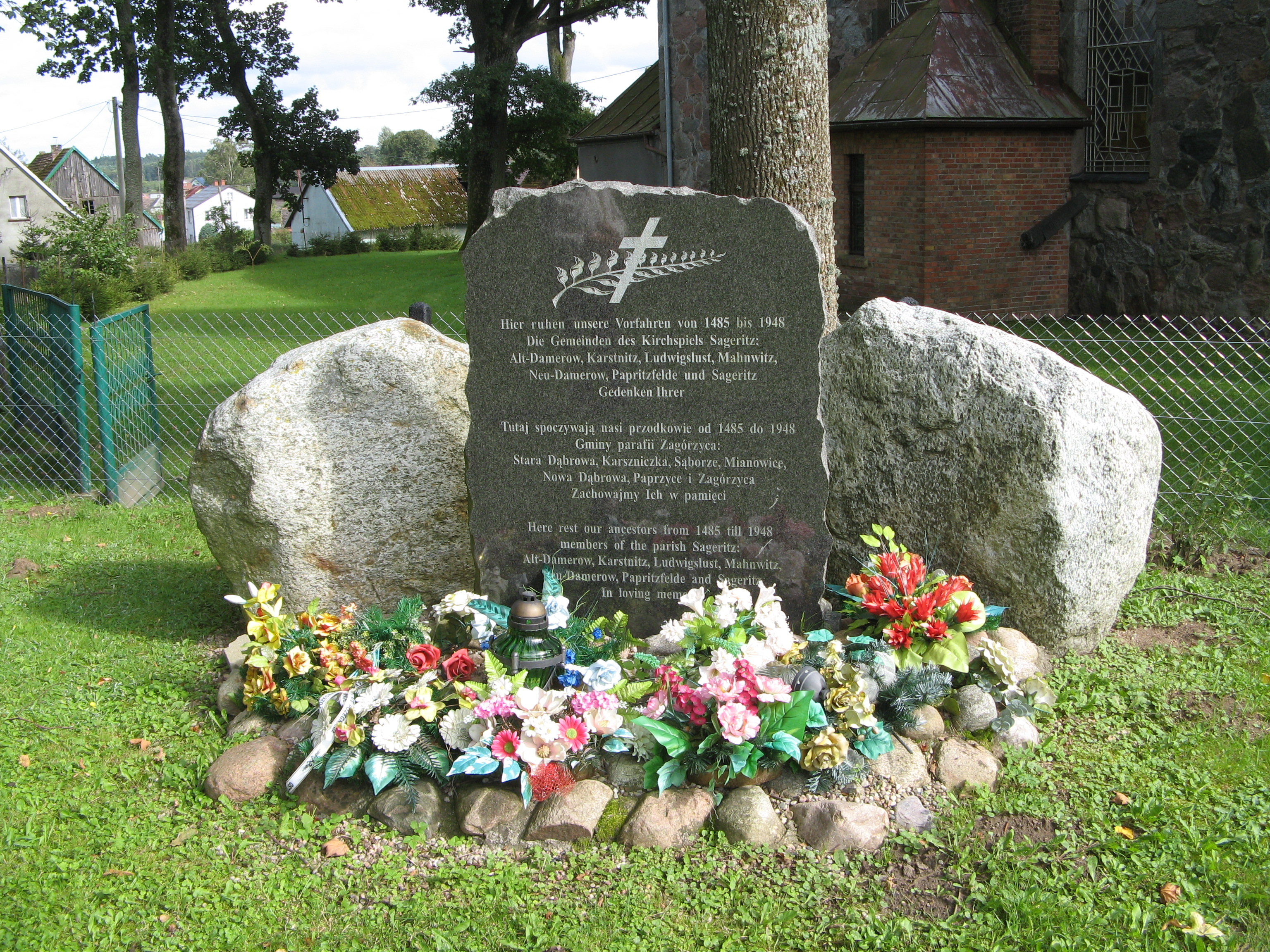
Gedenkstein für die 1484–1948 auf dem Friedhof Sageritz beigesetzten Toten

### Kirchspiel/Pfarrei
Sageritz ist ein altes Kirchdorf. Im Jahre 1485 wird Herzogin Sophie als Kirchenpatronin genannt.
Das evangelische Kirchspiel Sageritz hatte 1940 sechs eingepfarrte Ortschaften:
1. Alt Damerow
2. Deutsch Karstnitz (1938–1945 Karstnitz)
3. Ludwigslust
4. Mahnwitz
5. Neu Damerow
6. Papritzfelde

Das Kirchspiel Sageritz lag im Kirchenkreis Stolp-Altstadt im Ostsprengel der Kirchenprovinz Pommern der Kirche der Altpreußischen Union. Der Bestand an Kirchenbüchern reichte bis 1696 zurück.
Das katholische Kirchspiel war in Stolp.

### Polnisches Kirchspiel seit 1945
Die seit 1945 und Vertreibung der einheimischen Dorfbewohner anwesende polnische Einwohnerschaft ist überwiegend katholisch. Nach 1945 richtete hier der polnische katholische Klerus eine Pfarrei ein, die dem Dekanat Główczyce (Glowitz) im Bistum Pelplin der Katholischen Kirche in Polen unterstellt wurde. In die Pfarrei sind eingegliedert: Bięcino (Benzin), Budy (Jagdhaus), Damnica (Hebrondamnitz), Dębniczka (Damnitzow), Domaradz (Dumröse), Karżniczka (Deutsch Karstnitz, 1938–1945 Karstnitz), Mianowice (Mahnwitz), Paprzyce (Papritzfelde), Stara Dąbrowa (Alt Damerow), Wielogłowy (Vilgelow) und Zagórzyczki (Sageritzheide).
Für im Ort lebende evangelische Kirchenglieder ist die Kreuzkirchengemeinde in Stolp in der Diözese Pommern-Großpolen der Evangelisch-Augsburgischen Kirche in Polen zuständig.

## Schule
Sageritz hatte bis 1945 eine dreistufige Volksschule. Im Jahre 1932 unterrichteten hier zwei Lehrer in drei Klassen 118 Schulkinder. Auch ein Teil der Kinder aus Vilgelow (heute polnisch: Wielgołowy) besuchte in Sageritz die Schule.

## Söhne und Töchter des Ortes
- Gustav Wenzlaff (1864–?), Landwirt und Politiker (DNVP), Mitglied des Preußischen Landtages
- Theodor Paeth (1871–1940), Architekt und Politiker (DNVP), Mitglied des Reichstages
- Ernst Junghans (1889–1933), Arbeiter, erstes Opfer des NS-Terrors in Dormagen[14]

## Verkehr
Eine kurze Stichstraße führt aus dem Dorf zu einer Nebenstraße, die Mianowice (Mahnwitz) an der Landesstraße 6 (ehemalige deutsche Reichsstraße 2, heute auch Europastraße 28) mit Damnica (Hebrondamnitz) und darüber hinaus mit Główczyce (Glowitz), an der Woiwodschaftsstraße 213 verbindet.
Die nächste Bahnstation ist vier Kilometer entfernt: Damnica (Hebrondamnitz) an der Bahnstrecke Stargard Szczeciński.